# قهوة بالحليب
القهوة بالحليب هي قهوة يضاف إليها الحليب الساخن. وهي تختلف عن القهوة البيضاء التي هي قهوة يضاف إليها الحليب البارد أو أي مبيِّض آخر.